# Rifāʿa at-Tahtāwī

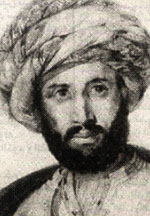
Rifāʿa at-Tahtāwī

Rifāʿa Rāfiʿ at-Tahtāwī (arabisch رفاعة رافع الطهطاوي, DMG Rifāʿa Rāfiʿ aṭ-Ṭahṭāwī; * 1801 in Tahta, Ägypten; † 1873) war ein ägyptischer Autor, Lehrer, Übersetzer, Ägyptologe und Vertreter der Nahda.

## Leben
Rifāʿa at-Tahtāwī wurde im oberägyptischen Ort Tahta geboren und studierte an der Al-Azhar-Universität in Kairo. Hasan al-Attar war einer seiner Lehrer. Tahtāwī war einer der ersten ägyptischen Gelehrten, der in engen Kontakt mit der westlichen Zivilisation kam und sie zum Gegenstand seiner Untersuchungen machte. Er hielt sich in den Jahren 1826 bis 1831 als Imam einer Gruppe von etwa 40 Studenten (ägyptische Stipendiaten), die Teil einer ägyptischen Gesandtschaft Muhammad Ali Paschas waren, in Paris auf. In dieser Zeit beobachtete er dort sämtliche Aspekte westlichen Lebens. Sein Bericht über seinen Pariser Aufenthalt (Taḫlīṣ al-ibrīz fī talḫīṣ Bārīz) erschien 1849 und ist auch heute noch von Interesse als eines der wenigen Dokumente des 19. Jahrhunderts, aus denen der islamische Blick auf den Westen in jener Zeit nachvollziehbar wird.
In Kairo gründete er 1835 eine Sprach- und Übersetzerschule. Die Institution übersetzte bis zu ihrer Betriebseinstellung im Jahr 1851 über 2000 Bücher und Traktate ins Arabische, hauptsächlich aus den technischen Wissenschaften und aus der politischen Literatur, etwa von Voltaire und Montesquieu. Damit trug er zu einer Modernisierung der arabischen Sprache bei. Zu Lebzeiten veröffentlichte er 17 Bücher. Postum erschien von ihm eine Biografie des Propheten Mohammed.
Als Experte für die ägyptische Kultur setzte sich Rifāʿa at-Tahtāwī nach seiner Rückkehr nach Ägypten für den Schutz der Kulturdenkmäler ein. Er trug dazu bei, „in der Öffentlichkeit ein neues Bewusstsein für den Wert der ägyptischen Altertümer zu wecken“. So war Tahtawi an dem am 15. August 1835 erlassenen Dekret zum Schutz der Altertümer beteiligt. Bisher hatte es keine Regelung zu Handel und Ausfuhr ägyptischer Kunstschätze gegeben. Dieses Dekret sah ein Verbot für die Ausfuhr von „gemeißelten Steinen und Gegenständen vor“.

## Werke (Auswahl)
- Taḫlīṣ al-ibrīz fī talḫīṣ Bārīz. Bulaq, Kairo 1849.
- Ein Muslim entdeckt Europa. Bericht über seinen Aufenthalt in Paris 1826–1831. Hrsgg. und übersetzt von Karl Stowasser. Beck, München 1989, ISBN 3-406-32796-6 (deutsche Übersetzung mit Anmerkungen).
  - Auszug in Andreas Meier (Hrsg.): Der politische Auftrag des Islam. Programme und Kritik zwischen Fundamentalismus und Reformen. Originalstimmen aus der islamischen Welt. Peter Hammer Verlag, Wuppertal 1994, ISBN 3-87294-616-1, S. 50–54.
- An Imam in Paris. Account of a Stay in France by an Egyptian Cleric (1826–1831). Introduced and translated by Daniel L. Newman. New edition. Saqi, London 2011, ISBN 978-0-86356-407-9 (englische Übersetzung mit Anmerkungen und ausführlicher Einleitung).